# Mont Ventoux
Mont Ventoux je 1912 m vysoká hora v jihovýchodní části Provensálských Alp přibližně 20 km severovýchodně od města Carpentras v departementu Vaucluse. V roce 1990 byl masív Mont Ventoux zapsán na seznam biosférických rezervací UNESCO.

## Tour de France
Výstup na Mont Ventoux nebývá do programu Tour de France zařazován tak často, ale je-li zařazen, slibuje pro fanoušky cyklistiky neuvěřitelný zážitek. Celkem končila etapa na vrcholu Mont Ventoux 9krát. Cíl je v nadmořské výšce 1909 m. V roce 1965, 1967, 1972 a 1974 byl ovšem cíl o něco níže, a to v nadmořské výšce 1895 m.

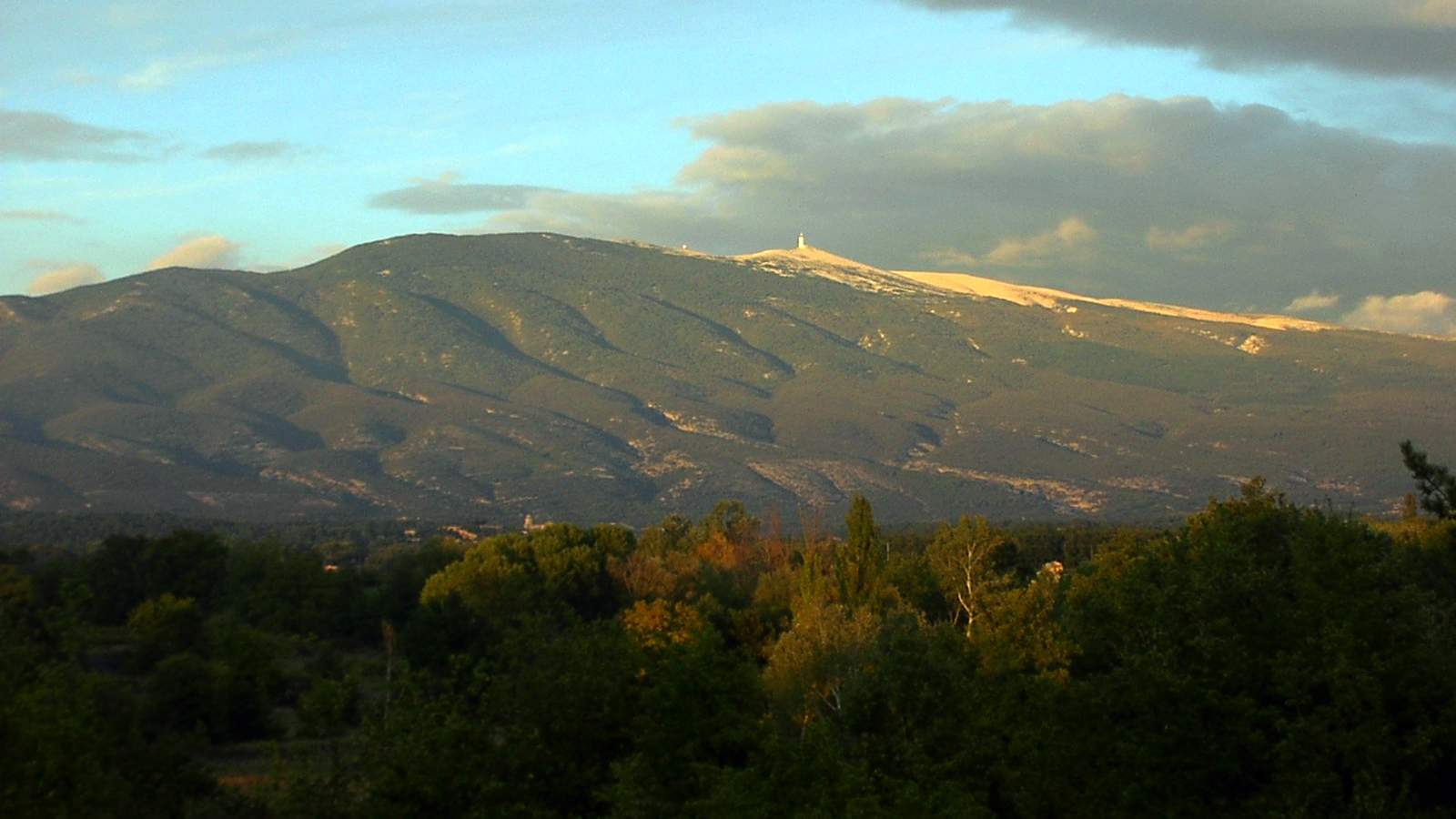
Pohled na Mont Ventoux

### Etapy s cílem na vrcholu

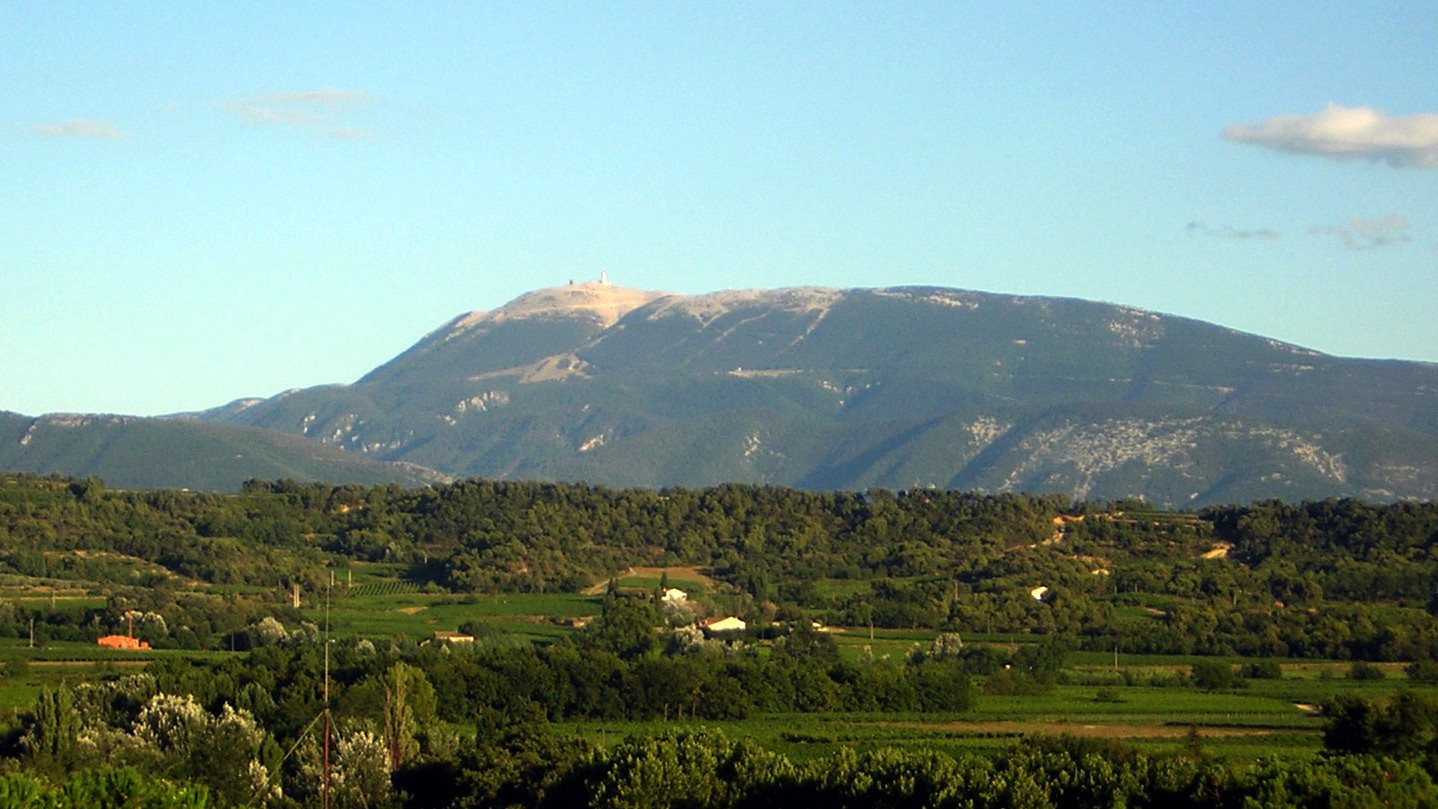
Pohled na Mont Ventoux z Mirabel-aux-Baronnies

| Rok  | Etapa | Start etapy  | Vzdálenost (km) | Kategorie | Vítěz etapy           | Žlutý trikot          |
| ---- | ----- | ------------ | --------------- | --------- | --------------------- | --------------------- |
| 1958 | 18    | Bédoin       | 21,5 (časovka)  | 1         | Charly Gaul           | Raphaël Geminiani     |
| 1965 | 14    | Montpellier  | 173             | 1         | Raymond Poulidor      | Felice Gimondi        |
| 1970 | 14    | Gap          | 170             | 1         | Eddy Merckx           | Eddy Merckx           |
| 1972 | 11    | Carnon-Plage | 207             | 1         | Bernard Thévenet      | Eddy Merckx           |
| 1987 | 18    | Carpentras   | 36,5 (časovka)  | HC        | Jean-François Bernard | Jean-François Bernard |
| 2000 | 12    | Carpentras   | 149             | HC        | Marco Pantani         | Lance Armstrong       |
| 2002 | 14    | Lodève       | 221             | HC        | Richard Virenque      | Lance Armstrong       |
| 2009 | 20    | Montélimar   | 167             | HC        | Juan Manuel Garate    | Alberto Contador      |
| 2013 | 15    | Givors       | 242,5           | HC        | Chris Froome          | Chris Froome          |
| 2016 | 12    | Givors       | 178             | HC        | Thomas De Gendt       | Chris Froome          |

### Etapy vedoucí přes vrchol
Etap vedoucích přes vrchol Mont Ventoux se uskutečnilo celkem 8.
| Rok  | Etapa | Kategorie | Start           | Cíl        | První na vrcholu   |
| ---- | ----- | --------- | --------------- | ---------- | ------------------ |
| 1951 | 18    | 1         | Montpellier     | Avignon    | Lucien Lazarides   |
| 1952 | 14    | 1         | Aix-en-Provence | Avignon    | Jean Robic         |
| 1955 | 11    | 1         | Marseille       | Avignon    | Louison Bobet      |
| 1967 | 13    | 1         | Marseille       | Carpentras | Julio Jimenez      |
| 1974 | 12    | 1         | Savines-le-Lac  | Orange     | Gonzalo Aja        |
| 1994 | 15    | HC        | Montpellier     | Carpentras | Eros Poli          |
| 2021 | 11    | 1         | Sorgues         | Malaucène  | Julian Alaphilippe |
| 2021 | 11    | HC        | Sorgues         | Malaucène  | Wout van Aert      |

V roce 1951 vedla cesta na vrchol z vesničky Malaucène. V ostatních letech z Bédoinu.

### Stoupání z Bédoinu na vrchol Mont Ventoux

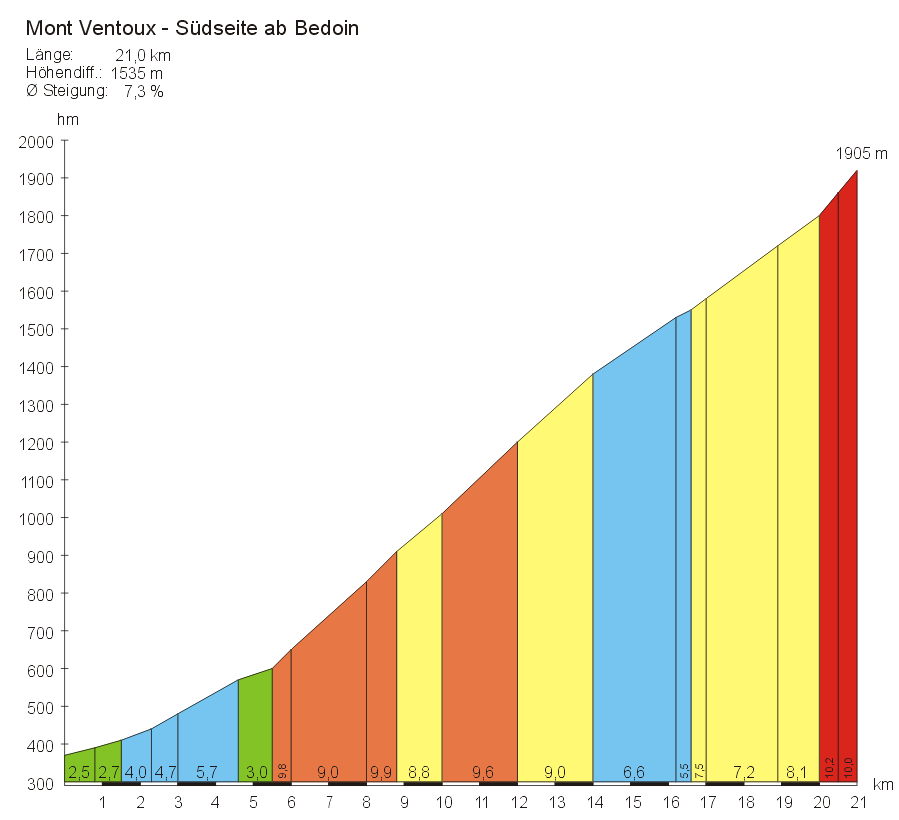
Profil stoupání na Mont Ventoux od jihu z Bédion

Stoupání z Bédoinu na Mont Ventoux je profesionálními cyklisty považováno za jedno z nejnáročnějších. Průměrný sklon kopce je 7,43 % a současná délka tratě 21 825 metrů.
| Kilometr | Průměrný sklon | Kilometr | Průměrný sklon |
| -------- | -------------- | -------- | -------------- |
| 1        | 1.9 %          | 12       | 10.1 %         |
| 2        | 2.8 %          | 13       | 9.2 %          |
| 3        | 3.8 %          | 14       | 9.4 %          |
| 4        | 5.8 %          | 15       | 8.8 %          |
| 5        | 5.6 %          | 16       | 6.9 %          |
| 6        | 3.1 %          | 17       | 6.6 %          |
| 7        | 8.6 %          | 18       | 6.8 %          |
| 8        | 9.4 %          | 19       | 7.4 %          |
| 9        | 10.5 %         | 20       | 8.3 %          |
| 10       | 10.1 %         | 21       | 9.1 %          |
| 11       | 9.3 %          | 22       | 10.0 %         |